# Hans Kohala
Hans Arnold Kohala (Nacka, 3 giugno 1966) è un ex slittinista e dirigente sportivo svedese, presidente della Federazione svedese di slittino.

## Biografia
È padre degli slittinisti Svante Kohala, Tove Kohala e Johanna Kohala.
Rappresentò la Svezia ai Giochi olimpici invernali di Albertville 1992 e Lillehammer 1994, classificandosi rispettivamente sesto e tredicesimo nel doppio con Carl-Johan Lindqvist.